# 今井絵理
今井 絵理（いまい えり、1983年2月2日 - ）は、日本のAV女優。趣味：スポーツ観戦。

## 略歴
- 2001年 - 『18歳』でAVデビュー。
- 現在は引退している。

今井絵里として出演していた作品がある。

## 作品

### アダルトビデオ
- 18歳（2001年11月23日、VIP）
- スッキリ!!（2001年12月28日、VIP）
- プライベイト（2002年1月31日、VIP）
- [フレッシュ!!]（2002年2月15日、メディアバンク）
- SO WHITE（2002年2月28日、VIP）
- VIPバリューパック 鮎川あみ&武田まこ&今井絵理（2002年8月23日、VIP）
- 徹底攻略 23（2002年9月1日、ワンズファクトリー）
- アイドルザーメンVOL.6（2002年9月6日、SODクリエイト）
- プレミアアイドル6パックver.3（2002年9月20日、VIP）他出演:秋吉里香、常盤優子、夏樹ちえり、みなみゆい、酒井若葉
- 快汗! SGクラブ くい込み陸上部（アドグループ）
- フェラコレ2003秋（2003年10月8日、隼エージェンシー）他多数出演
- こだわりの手コキ240スペシャル33人（2003年10月8日、隼エージェンシー）他32名出演
- 「強制M女」 3（2003年10月21日、プレステージ）
- 女子校生強制中出し（2003年11月12日、隼エージェンシー）他出演:小鳩マミ、宮地奈々、時枝みと、朝日ゆい、涼樹れん、篠原みい、安西みわ
- 近親相姦8ストーリー -第五章-（2003年11月12日、隼エージェンシー）他出演:宮地奈々、時枝みと、杉本花音、緒川さら、観月綾乃、立花りょう、篠原みい
- 母娘発狂レイプ 母娘土手焼き（2003年12月1日、ゼロツーコーポレーション）
- レズビアンセレナーデ（2004年2月20日、HRC）共演:百合野さくら、他出演:三上翔子、菊池麗子
- 淫校ロワイヤルレズビアン学園4（2004年3月12日、ビッグモーカル）共演:一ノ瀬悠、松沢はな、相馬美雨、本島純子、清永伸枝、黒木あみ、永井亜季、伊勢谷孝
- あぶない放課後 犯された9人の女子校生（2004年10月14日 隼エージェンシー）他出演:星月まゆら、羽生めい、相沢唯衣、宮地奈々、松浦美和、朝日ゆい、篠原みい、片瀬梨音
- 極エロ娘 卑猥なアソコ ネットリ系（2006年2月2日、みけねこ）